# Tricoryna subsalebrosa
Tricoryna subsalebrosa är en stekelart som beskrevs av Girault 1915. Tricoryna subsalebrosa ingår i släktet Tricoryna och familjen Eucharitidae. Inga underarter finns listade i Catalogue of Life.